# 伯颜帖木儿
伯颜帖木儿（？—1454年），15世纪（中国明代同时期）蒙古贵族。出自阿鲁台家族，後為也先的重臣。而《明史》说他是也先的弟弟。
他领有平章、知院等官，统帅瓦剌左翼诸鄂托克。1449年，参加南征明朝，土木堡之变俘虏明英宗。明英宗就居住在他的营中，他对明英宗毕恭毕敬，力主议和送回英宗。1454年，瓦剌内讧，他死于政变中。1457年，明英宗复辟，遣使赏赐他的妻子阿塔塔来·阿哈（Aqadalai aγ-a，阿噶是当时蒙古贵妇的尊称）。
一些学者根据《蒙古源流》认为他即蒙古史书上的阿蘇特部的阿里玛丞相，根据《明实录》中“阿里麻知院”的记载，宝音德力根推断《蒙古源流》将伯颜帖木儿的事迹误记到阿里玛身上导致错误，阿里玛应为伯颜帖木儿的儿子。